# Ventrifossa nasuta
Ventrifossa nasuta es una especie de pez de la familia Macrouridae en el orden de los Gadiformes.

## Morfología
• Los machos pueden llegar alcanzar los 41 cm de longitud total.

## Alimentación
Come principalmente peces (incluyendo  Bregmaceros ) y calamares, y, en menor proporción,  poliquetos.

## Hábitat
Es un pez de aguas profundas que vive entre 395-960 m de profundidad.

## Distribución geográfica
Se encuentra desde Mozambique hasta  Durban (Sudáfrica ).